# Fokker D.XXI
Il Fokker D.XXI era un monomotore da caccia monoplano ad ala bassa prodotto dall'azienda olandese Fokker negli anni trenta.
Sviluppato per equipaggiare i reparti del Militaire Luchtvaart van het Koninklijk Nederlandsch-Indisch Leger (ML-KNIL) nelle Indie Orientali Olandesi venne in realtà utilizzato oltre che in patria, dalle aeronautiche militari danesi e finlandesi nel periodo antecedente e durante le prime fasi della seconda guerra mondiale, e dalla fazione repubblicana durante la guerra civile spagnola.

## Storia del progetto
Nel 1935 il governo dei Paesi Bassi emise una specifica per la fornitura di un nuovo aereo da caccia destinato ai reparti aeronautici (ML-KNIL), la componente aerea dei Koninklijk Nederlands Indisch Leger (KNIL), nelle Indie Orientali Olandesi. Il nuovo velivolo, oltre ad avere limitati costi di acquisto e di gestione, doveva soddisfare dei requisiti di robustezza tipici per operare in ambienti tropicali. Per soddisfare alle caratteristiche richieste la Fokker presentò il suo D.XXI caratterizzato dalle dimensioni compatte e dalle soluzioni tecniche tipiche della sua produzione, ali realizzate in legno e carrello d'atterraggio fisso, che contribuivano all'economicità e semplicità complessiva in funzione della produzione in serie.
In risposta alla specifica il disegnatore capo della Fokker, ingegner Erich Schatzki, elaborò due proposte. La prima era una versione migliorata del biplano Fokker D.XVII, designata D.XIX, mentre la seconda era relativa ad un monoplano, designato P.112, dotato di un propulsore in linea Rolls-Royce Kestrel, raffreddato a liquido. Venne prescelto quest'ultimo progetto su cui, però, fu imposto l'adozione di un motore radiale Bristol Mercury VI-S. Il prototipo(matricola FD-332), uscì di fabbrica nel febbraio 1936 e volò per la prima volta, sull'aeroporto di Welshap (Eindhoven), il 27 marzo dello stesso anno nelle mani del collaudatore Emil Meinecke. L'aereo era equipaggiato con un motore radiale Bristol Mercury VI-S a 9 cilindri, raffreddati ad aria, erogante 645 hp. Mentre erano in corso i primi collaudi l'amministrazione delle Indie Olandesi (Koninklijk Nederlands Indisch Leger) preferì acquistare il caccia Brewster B-339C Buffalo, una versione per uso terrestre dell'F2A ordinata dall'US Navy.

## Tecnica
Il D.XXI era un velivolo dall'aspetto tradizionale, un compatto monomotore monoplano ad ala bassa e carrello d'atterraggio fisso.
La fusoliera, realizzata in tecnica mista, era dotata di struttura in tubi in acciaio ricoperta anteriormente da fogli metallici e posteriormente in tela. Era caratterizzata dall'unico abitacolo destinato al pilota chiuso da un tettuccio apribile a scorrimento. Posteriormente terminava in un impennaggio classico monoderiva dotato di piani orizzontali controventati tramite due montanti a V inferiori e due cavi superiori.
L'ala, montata bassa ed in posizione avanzata, era interamente realizzata in legno, con centine di compensato e rivestimento misto in compensato associato a bakelite (un materiale plastico). Il carrello d'atterraggio era triciclo posteriore fisso, con le gambe anteriori dotate di ruote carenate e completato posteriormente da un ruotino d'appoggio posto sotto la coda, orientabile. Questo ruotino doveva essere bloccato prima di iniziare la manovra di atterraggio, per evitare il rischio di capottate.
La propulsione era affidata a un motore Bristol Mercury VIII posizionato sulla parte anteriore della fusoliera tramite un castello tubolare e racchiuso da una cappottatura NACA. Il Mercury VIII era un radiale a nove cilindri posti su un'unica stella, raffreddato ad aria, erogante una potenza di 730 hp al decollo (ad un regime di 2 650 giri/minuto), 825 hp (619 kW) a 3 960 m (a 2 750 giri/minuto) e 840 hp in emergenza a 4 270 m (a 2 250 giri/minuto per 5 minuti). L'elica era tripala Ratier a passo variabile in volo. La capacità carburante del serbatoio era pari a 350 litri.
In seguito i modelli costruiti su licenza adottarono motorizzazioni diverse; gli esemplari costruiti su licenza in Finlandia utilizzarono i Bristol Mercury prodotti su licenza dalla polacca PZL e quelli di produzione locale per passare successivamente ai Pratt & Whitney R-1535 Twin Wasp Junior a 14 cilindri doppia stella. Inoltre gli esemplari costruiti su licenza in Spagna vennero equipaggiati, per facilitare al personale le revisioni necessarie, con i motori di produzione sovietica Shvetsov M-25 prelevati dalle linee di montaggio dei caccia Polikarpov I-16.
L'armamento era affidato a quattro mitragliatrici FN Browning M36 calibro 7,92 mm, delle Browning M1919 ricalibrate per poter utilizzare la cartuccia 7,92 × 57 mm Mauser e modificate per l'uso aeronautico. Le due posizionate in fusoliera disponevano di 500 colpi per arma, mentre le due alari avevano 350 colpi per arma. Sul velivolo era installato un tubo ottico di mira Goertz.

## Impiego operativo
L'aereo conobbe subito un buon mercato di esportazione, ricevendo ordini dalle aeronautiche di Danimarca, Finlandia, Lettonia, Spagna e infine Paesi Bassi. Nel 1938 il governo lettone espresse un concreto interesse all'acquisto dell'aereo, ordinando cinque esemplari da assemblare localmente preso le proprie officine, ma a causa di problemi finanziari la vendita non fu portata a termine.
Anche se l'ordine della ML-KNIL era stato annullato, nel dicembre 1937 la Luchtvaartafdeeling (l'aeronautica militare olandese, prima della seconda guerra mondiale) passò alla Fokker un ordine per 36 velivoli, con inizio delle consegne il 22 luglio 1938. L'intento era di formare due squadroni da combattimento dotati ognuno di 12 velivoli più 6 di riserva.
Il Fokker D.XXI dimostrò di essere un velivolo estremamente robusto, capace di raggiungere una velocità di 700 km/h in picchiata, con necessità di almeno 1 000 metri per eseguire la richiamata. Appena entrati in servizio i D.XXI soffrirono di piccoli inconvenienti, come il trafilamento di olio dal propulsore che finiva sul parabrezza, limitando la visibilità, o il distacco dei pannelli alari che ricoprivano il vano delle mitragliatrici. Questi piccoli problemi vennero ben presto risolti. Il settimo prototipo (n. 217), ai comandi del pilota collaudatore H. Leegstra, stabilì il record olandese di altezza per aeromobili, raggiungendo la quota di 11 400 m (37 250 ft). Il trentaseiesimo ed ultimo esemplare di serie fu consegnato l'8 settembre 1939.
Al momento dell'invasione tedesca dei Paesi Bassi, il 10 maggio 1940, l'aviazione olandese aveva in servizio 36 caccia Fokker D.XXI (matricole 212-247, dipinte in numeri bianchi su entrambi i lati della fusoliera), di cui solo 28 disponibili per l'impiego bellico. Gli aerei operativi erano suddivisi tra i seguenti reparti:
- 1° Jachtvliegtuigafdeling (JAVA) basato sull'aeroporto De Kooy, nei pressi di Den Helder
- 2° Jachtvliegtuigafdeling (JAVA) basato sull'aeroporto di Schiphol, vicino ad Amsterdam

Entrambi i reparti erano inquadrati nel 1° Afdeling Jachtgroep Veldleger (1st Division Fighter Group Field Army) con Quartier Generale sull'aeroporto di Ypenburg, nei pressi di Rotterdam.
A De Kooy vi erano 11 D.XXI, suddivisi in tre sezioni di 3 aerei ed una sezione di 2 aerei. Solo gli aerei dei comandanti di reparto erano dotati di radio, e quindi non era possibile la comunicazione tra i piloti in volo. Il 2° Jachtvliegtuigafdeling disponeva di nove velivoli operativi. La manovrabilità del piccolo caccia fu molto utile ai piloti olandesi durante i cinque giorni di combattimento, prima della capitolazione dei Paesi Bassi. I piloti olandesi lamentarono sempre una limitata fornitura di munizioni e la scarsa efficacia delle mitragliatrici da 7,92 mm nel corso dei combattimenti, rivelatisi spesso soggette ad inceppamenti. Alla fine dei combattimenti solo otto velivoli erano rimasti operativi. Una delle fonti reperite, indica che i maggiori successi furono ottenuti il 10 maggio, quando i D.XXI avrebbero distrutto 37 aerei di una formazione di 55 velivoli da trasporto Junkers Ju 52/3m che avevano attraversato la frontiera olandese al mattino presto. Tale notizia tuttavia non trova riscontro ed altri autori riportano complessivamente due oppure otto abbattimenti nel corso delle poche giornate di guerra.
Il Fokker D.XXI, anche se molto più lento e armato in modo più leggero rispetto ai Messerschmitt Bf 109 in servizio nella Luftwaffe, si batté sorprendentemente bene nei duelli aerei ravvicinati, grazie alla sua manovrabilità.
Fu anche uno dei pochi aerei che si dimostrarono in grado seguire un bombardiere a tuffo Junkers Ju 87 "Stuka" nella sua picchiata. Tuttavia, l'inferiorità numerica della Luchtvaartafdeeling rispetto alla Luftwaffe portò alla distruzione della maggior parte dei Fokker D.XXI durante la breve campagna di invasione. Dopo la capitolazione la maggioranza dei caccia D.XXI sopravvissuti furono distrutti dagli avieri olandesi. Solamente sette esemplari vennero catturati dai tedeschi, ma solo alcuni furono usati attivamente dalla Luftwaffe, che non ne cedette nessuno ai paesi alleati.
Nel gennaio 1940 il primo prototipo del D.XXI (matricola FD-332), venne inviato nelle Indie Olandesi, per effettuare dei test di valutazione. L'aereo rimase distrutto durante un'incursione aerea giapponese, nei primi mesi del 1942.

### Danimarca
Il 21 luglio 1937 il Ministero della Difesa danese autorizzo le Hærens Flyvertropper ad ordinare due caccia Fokker D.XXI, senza motore. I propulsori Bristol Mercury VIII da 830 hp, vennero acquistati separatamente in Gran Bretagna, a partire dal marzo 1938. I primi due aerei ricevettero i motori Bristol Mercury VIS da 645 hp, provenienti da quelli tenuti in riserva per i Gloster Gauntlet. Nell'aprile 1938 due piloti danesi si recarono a Schipol per ritirare i velivoli che furono trasferiti sull'aeroporto di Kastrup, nei pressi di Copenaghen. I due velivoli, designati IIIJ dai danesi (matricole J41 e J42), lamentarono sempre problemi ai propulsori Mercury VIS, tanto da dover effettuare diversi atterraggi di fortuna. Ulteriori 10 esemplari (matricole da J43 a J52) vennero prodotti su licenza dalla Haerens Flyvertroppernes Vaerkstader di Copenaghen-Kløvermarken, con il primo esemplare (matricola J43) che volò per la prima volta il 26 agosto 1939. Questi aerei erano armati unicamente con due mitragliatrici da 8 mm (solo un paio di esemplari ricevettero anche i cannoni Madsen da 20 mm), e potevano trasportare due bombe da 50 kg o otto da 12,5 kg.
I dodici caccia Fokker D.XXI furono assegnati alla 2ª Eskadrille, appartenente al gruppo Jydske, basata a Kastrup (Jutland). Tale unità era destinata ad operare in appoggio a una delle due divisioni di fanteria che componevano l'organico dell'esercito danese. Il 9 aprile 1940 la 2ª Eskadrille aveva in forza 8 esemplari operativi, mentre altri 4 erano in officina. Gli aerei non ebbero impiego bellico contro i tedeschi. Tre esemplari vennero incendiati e tre gravemente danneggiati durante il mitragliamento eseguito dai Messerschmitt Bf 110 della I./ZG 1 sull'aeroporto di Kastrup. Le autorità di occupazione lasciarono gli aerei nelle mani delle forze armate danesi, anche se sotto ferreo controllo tedesco. Due dei tre esemplari incendiati furono completamente ricostruiti, ricevendo nuova numerazione (n/c 113 e 114). Nel 1943, quando le forze armate danesi furono sciolte d'autorità, i tedeschi si impadronirono di 11 velivoli praticamente nuovi.

### Finlandia
Il 18 novembre 1936 la Suomen ilmavoimat comprò sette caccia D.XXI (matricole FR-76/82), denominati 1ª Serie, direttamente dalla fabbrica N. V. Nederlandsche Vliegtuitenfabriek Fokker, acquistando nel contempo la licenza di produzione per costruirne ulteriori 14 esemplari. I primi caccia D.XXI furono trasportati in Finlandia tra 4 ed il 13 novembre 1937. I successivi 14 esemplari (matricole FR-83/96), appartenenti alla 2ª Serie, vennero costruiti su licenza dalla Valtion Lentokonetehdas (fabbrica aeronautica statale). Gli aerei furono ordinati il 7 giugno 1937, e completati tra l'11 novembre 1938 ed il 18 marzo 1939. Il 15 giugno 1937 il governo finlandese acquistò una licenza di produzione illimitata, ed i primi 21 D.XXI (matricola FR-97/117) della 3ª Serie furono assemblati tra il 16 marzo e il 27 luglio 1939.
Tutti i 42 caccia costruiti da Fokker e Valtion Lentokonetehdas disponevano di un propulsore Bristol Mercury VIII da 840 hp, azionante un'elica tripala Ratier. Il 30 novembre 1939 l'URSS attaccò la Finlandia, e la prima vittoria in combattimento da parte di un Fokker D.XXI fu ottenuta già il 1º dicembre quando l'esemplare FR-86, pilotato dal 1Lt J. Vuorela (Squadron LLv 24) abbatté un bombardiere Tupolev SB-2 (del 24° o 41° SBAP) presso Perojoki. Contrapposto agli aerei dell'Aeronautica sovietica, il Fokker si rivelò più che adeguato e il suo design robusto, con un motore radiale e carrello fisso, si dimostrò molto adatto per le condizioni climatiche finlandesi. Durante la Guerra d'Inverno (novembre 1939-marzo 1940), contro i più moderni aerei da combattimento sovietici ivi apparsi, il Fokker D.XXI si rivelò sottopotenziato e troppo leggermente armato (solamente quattro mitragliatrici di calibro 7,92 mm). Furono sviluppati piani per armare i Fokker D.XXI con cannoni Oerlikon da 20 mm (due 20 mm e due mitragliatrici da 7,7 mm), e dotarli di collimatori a riflessione tedeschi Revi 3C o 3D ma furono lasciati cadere. Solamente un velivolo (FR-76) venne armato sperimentalmente con i due cannoni da 20 mm. Due velivoli, gli esemplari FR-117 e FR-167, furono dotati sperimentalmente di carrello retrattile che, a causa del suo cattivo funzionamento, non venne adottato in serie.
Dopo la conclusione della Guerra d'Inverno (30 novembre 1939-13 marzo 1940), il 9 maggio 1940 la Valtion Lentokonetehdas (IVL) ricevette un ordine per la produzione di 50 esemplari appartenenti alla 4ª Serie (matricole FR-118/167) motorizzati con un propulsore americano Pratt & Whitney R-1535 Twin Wasp Junior SB4-C o -G da 825 hp, costruito su licenza in Svezia, azionante un'elica tripala metallica Hamilton Standard. Questi aerei furono completati tra il 29 ottobre 1940 e il 2 marzo 1942.
Ancora il 30 agosto 1943 la fabbrica ricevette un ordine per la produzione di cinque velivoli (matricole FR-171/175) della 5ª Serie, realizzati tra il giugno ed il 28 novembre 1944. Questi modelli possono essere identificati dalla calotta di vetro della cabina di guida più lunga e liscia, e dalla grande presa d'aria ventrale. L'ultima vittoria in combattimento fu ottenuta il 23 dicembre 1942 dagli esemplari FR-135 pilotato dal 1Lt V. Hakola e FR-154 pilotato dal 2Lt R. Lilja (Squadron LLv 14) che abbatterono un ricognitore Polikarpov R-5 presso Nuokkijärvi. Gli ultimi esemplari del caccia Fokker D.XXI, in linea con il gruppo da addestramento avanzato Täydennyslentolaivue (T-LLv) 35 furono ufficialmente radiati dal servizio il 13 settembre 1948.
Il telaio del carrello fisso si prestava bene all'uso su piste non preparate e alla conversione con sci per l'uso invernale, configurazioni che furono entrambe utilizzate con vantaggio nel teatro operativo finlandese. Durante la Guerra d'Inverno (Talvisota, in lingua finlandese) i caccia D.XXI abbatterono 120 aerei nemici nel corso di 2 388 missioni, contro la perdita di 12 velivoli. Inoltre i piloti collaudatori della Valtion Lentokonetehdas effettuarono 89 missioni, perdendo un caccia ma riportando 8 vittorie. Nel corso della Guerra di continuazione (Jatkosota in lingua finlandese), combattuta tra il 22 giugno 1941 e il 28 settembre 1944, i D.XXI abbatterono ulteriori 41 velivoli nemici.
Alcuni piloti delle Forze aeree finlandesi divennero degli assi combattendo sul Fokker D.XXI il principale di essi fu Jorma Sarvanto con 12 5/6 vittorie. Molti altri piloti ottennero almeno una vittoria sul Fokker.

### Germania
Dopo la capitolazione dei Paesi Bassi le autorità di occupazione si impadronirono di sette Fokker D.XXI. Due furono recuperati sull'aeroporto di Ockenburg, uno su quello di De Vljit (vicino a Texel, due a Schipol, dove erano in revisione, uno presso la fabbrica Fokker e uno che aveva effettuato un atterraggio di emergenza vicino a Hoorn. Durante il 1940 uno di essi andò subito perduto in un incidente aereo accaduto sull'aeroporto di Schipol, mentre ai comandi vi era un pilota tedesco. Nello stesso anno due di essi vennero assegnati alla Fluglehrerschule der Luftwaffe (scuola istruttori) basata sull'aeroporto di Brandenburg-Briest, ad ovest di Berlino. Uno dei due aerei andò perduto il 16 ottobre 1940, durante la fase di decollo l'aereo si incendiò ed il pilota rimase gravemente ferito nel successivo impatto. Nell'agosto del 1943 i tedeschi si impadronirono degli 11 esemplari danesi. Questi aerei furono utilizzati, soprattutto come traino bersagli e per voli di collegamento, almeno fino al marzo 1944.

### Spagna
Verso la metà del 1937 il governo repubblicano, alle prese con l'insurrezione nazionalista (guerra civile spagnola), si rivolse ai Paesi Bassi ordinando velivoli Fokker e Koolhoven. L'ordine comprendeva 50 monomotori D.XXI, 25 bimotori G.I e 25 ricognitori C.X. Le Fuerzas Aéreas de la República Española, componente aerea, acquistarono la licenza di produzione del caccia D.XXI. Un caccia Fokker D.XXI, regolarmente dotato del motore Bristol Mercury VIII inglese, fu consegnato come modello dalla NV Nederlandsche Vliegtuigenfabriek Fokker alla fabbrica Hispano Suiza Aviacion di Guadalajara. L'aereo, immatricolato CF-001, venne collaudato dal tenente Mariano Palacios Palomar, capo istruttore a El Carmoli. Il motore inglese andò presto fuori uso, ed i tecnici locali lo rimpiazzarono con un motore sovietico Shvetsov M-25 da 775 CV (proveniente da un caccia Polikarpov I-16 fuori uso). Le prestazioni dell'aereo, a causa dell'installazione del meno potente motore sovietico, peggiorarono sensibilmente.
Difficoltà di approvvigionamento di vari componenti, come i propulsori Bristol Mercury VIII, portarono ad un ritardo del programma di produzione. I tecnici della ditta spagnola decisero, allora, di spostare la produzione dei velivoli presso l'officina SAF-15 di Alicante. La cellula dell'aereo venne adattata all'uso standard del propulsore sovietico, ricevette un carrello di atterraggio Messier di provenienza francese, e un armamento su quattro mitragliatrici ShKAS da 7,92 mm con 650 colpi per arma. All'inizio del 1938 la direzione dei lavori di costruzione venne assunta dal comandante Carlos Pastor Kruel, coadiuvato dall'ingegnere olandese De Vries. Il primo aereo andò perso durante le attività di collaudo, mentre solamente un solo altro aereo (matricola CF-002) fu prodotto dalla fabbrica prima dell'arrivo delle truppe nazionaliste, il 29 marzo 1939, che posero fine ad ogni ulteriore sviluppo.

## Versioni
- D.XXI-1: prima versione di serie, destinata alle Hærens Flyvertropper, prodotta in 12 esemplari. I primi due velivoli furono forniti direttamente dalla Fokker, erano equipaggiati con un motore Bristol Mercury VIS da 645 hp e disponevano di un armamento variabile: il primo aereo era armato con quattro mitragliatrici FN-Browning M-36 da 7,92 mm, mentre il secondo aveva due cannoni Madsen M/38 da 20 mm contenuti in contenitori subalari. I rimanenti 10 vennero costruiti su licenza presso la Haerense Flyvetjeneste Fly-industry (cioè la fabbrica dell'esercito) di Vaerlose, nei pressi di Copenaghen, erano armati con due mitragliatrici da 7,92 mm o due cannoni da 20 mm.[5]
- D.XXI-2: seconda versione prodotta nei Paesi Bassi, costruita in 36 esemplari per la Luchtvaartafdeling e 7 per la Suomen ilmavoimat. Gli aerei olandesi erano equipaggiati con motore Bristol Mercury VIII da 825 hp e armamento su quattro mitragliatrici FN-Browning M36 da 7,92 mm. I velivoli finlandesi, designati Sarja I, disponevano dello stesso propulsore, mentre l'armamento si basava su due cannoni Oerlikon da 20 mm.[5]
- D.XXI-3: terza versione prodotta in Finlandia, su licenza, dalla Valtion Lentokonetehadas (IVL). Ne furono realizzati due lotti, uno di 14 macchine (Sarja II) e uno di 21 (Sarja III). Tutti i velivoli erano equipaggiati con motore Bristol Mercury VII da 760 hp, prodotti su licenza in Polonia (PZL) e Finlandia (Tampella).[5]
- D.XXI-4: quarta versione prodotta in Finlandia, su licenza, dalla Valtion Lentokonetehadas (IVL). Designata Sarja IV, fu realizzata in cinquanta esemplari, equipaggiati con motore Pratt & Whitney R-1535 Twin Wasp Junior SB4C-G a 14 cilindri, raffreddati ad aria, erogante 825 hp, ed azionante un'elica tripala lignea. Larmamento si basava su quattro mitragliatrici Browning da 7,7 mm. La cellula alcune differenze, come l'aumento della superficie del piano verticale e l'estensione all'indietro della vetratura dell'abitacolo.[5]
- D.XXI-5: quinta versione prodotta in Finlandia, su licenza, dalla Valtion Lentokonetehadas (IVL), utilizzando parti di ricambio accantonate. Designata Sarja V, fu realizzata in cinque esemplari, equipaggiati con motore Bristol Pegasus X a 9 cilindri, raffreddati ad aria, erogante 920 hp.[5]
- D.XXI Experimenteel: un prototipo dotato di ala interamente riprogettata, caratterizzata dalla pianta dotata di maggiore rastremazione. Per equipaggiare questo modello vennero consideerate motorizzazioni alternative, come il Rolls-Royce Kestrel da 650 hp, l'Hispano-Suiza 12Y da 925 hp, e il Pratt & Whitney R-1535 Twin Wasp Junior SB4C-G da 825 hp.
- Project 150: progetto di una versione dotata di più potente propulsore radiale Bristol Hercules da 1 375 hp.[5] Non costruita.
- Project 151: progetto di una versione dotata di più potente propulsore in linea Rolls Royce Merlin da 1 050 hp.[5] Non costruita.
- Project 152: progetto di una versione dotata di più potente propulsore in linea Daimler-Benz DB 600H da 1 090 hp.[5] Non costruita.

## Utilizzatori
Danimarca
- Hærens Flyvertropper

 Finlandia
- Suomen ilmavoimat

 Germania
- Luftwaffe

 Paesi Bassi
- Luchtvaartafdeling

 Spagna

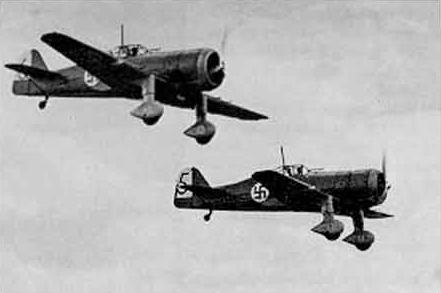
Una coppia di Fokker D.XXI della finlandese Suomen ilmavoimat durante la seconda guerra mondiale.

- Fuerzas Aéreas de la República Española

## Esemplari esistenti
L'unico esemplare completo sopravvissuto alla guerra attualmente esistente appartiene alla Suomen ilmavoimat ed è esposto presso il Central Finland Aviation Museum di Halli. Si tratta dell'esemplare matricola FR-110, con 10 vittorie al suo attivo.
Il relitto incompleto di un caccia D.XXI (matricola 229) appartenente alla Luchtvaartafdeling venne recuperato dal luogo dello schianto a Nieuwkoop il 22 giugno 1993. Si tratta dell'aereo appartenente al sergente Roos Koos, abbattuto da un Messerschmitt Bf 110 l'11 maggio 1940. I resti del 229, almeno il motore e la sezione anteriore della fusoliera compresa la cabina di pilotaggio, sono in mostra al museo Stichting Crash di Lisserbroek, non molto lontano dall'aeroporto di Schiphol. Una belle replica di un caccia D.XXI, costruita dalla Fokker Engineering School, è in esposizione presso il Militaire Luchtvaart Museum di Soesterberg, nei Paesi Bassi.

## Cultura di massa

### Cinema
Un aereo da addestramento North American Harvard venne camuffato da Fokker D.XXI per esigenze sceniche ed utilizzato nel 1977 durante le riprese del film Soldato d'Orange, quarto lavoro del regista Paul Verhoeven.

### Letteratura
Il D.XXI è citato nei suoi due libri dal pilota e scrittore olandese Bram van der Stok, noto anche per essere uno dei tre soli fuggitivi dallo Stalag Luft III, episodio raccontato dal film La grande fuga del 1963 e diretto da John Sturges.

## Velivoli comparabili
Giappone
- Nakajima Ki-27